# Menoniti
Menoniti su kršćanski pokret nastao u 16. stoljeću kao grana nizozemskog i gornjonjemačkog anabaptizma. Nazvan je po frizijskom anabaptističkom teologu Mennu Simonsu.
Pokret je bio sličan kalvinizmu; odbijaju krštenje djece, sudjelovanje u vojnim službama, a crkveno ustrojstvo nije propisano. Krajem 18. stoljeća selili su se u Ukrajinu i Rusiju, a krajem 19. stoljeća u SAD i Kanadu. Danas u svijetu ima oko 850 000 menonita.

### Mrežna sjedišta
- Menoniti. Hrvatska enciklopedija LZMK. Pristupljeno 26. svibnja 2025.